# Teatro Cozzani
Il Teatro Cozzani era un teatro di La Spezia.

## Storia
Nel primo dopoguerra, precisamente nell'anno 1919 il giovane architetto Franco Oliva fu incaricato dai fratelli Cozzani di progettare un nuovo teatro a La Spezia che fungesse anche da sala cinematografica.

L'edificio sorse in piazza Cavour con una capienza complessiva di 1.200 spettatori e fu inaugurato l'anno successivo.

## Architettura
L'architetto s'ispirò allo stile Secessione valendosi di soluzioni architettoniche funzionalmente innovative: ad esempio il volume dei vani destinati alla cabina di proiezione ed alle sue scale di servizio è realizzato sporgente rispetto alla facciata d'ingresso ed è accompagnato da modanature ed appropriati decori liberty.
L'intero apparato decorativo del teatro fu affidato agli artisti spezzini più accreditati del momento: per la scultura Angiolo Del Santo e per la pittura Luigi Agretti .
Il teatro subì gravi danni nel corso della seconda guerra mondiale. Ricostruito nel dopoguerra fu poi chiuso nel 2003.